# パウリーニョ・サントス
パウリーニョ・サントス (Paulinho Santos) こと、ジョアン・パウロ・マイオ・ドス・サントス（João Paulo Maio dos Santos, 1970年11月21日 - ）は、ポルトガル出身の元同国代表の元サッカー選手。ポジションはディフェンダー。
1988年にリオ・アヴェFCでキャリアをスタートし、4年間在籍したあと、1992年にFCポルトに移籍してからはポルト一筋で、2003年に現役を引退した。
代表では、30試合に出場したが、カウンターへの対応の脆さがチームのアキレス腱となることもあった。